# Система F
Систе́ма F (полімо́рфне ля́мбда-чи́слення, систе́ма {\displaystyle \lambda 2}, типізо́ване ля́мбда-чи́слення дру́гого поря́дку) — система типізованого лямбда-числення, що відрізняється від просто типізованої системи наявністю механізму універсальної квантифікації над типами. Цю систему розробив 1972 року Жан-Ів Жирар у контексті теорії доведень у логіці. Незалежно від нього подібну систему запропонував 1974 року Джон Рейнольдс. Система F дозволяє формалізувати концепцію параметричного поліморфізму в мовах програмування та слугує теоретичною основою для таких мов програмування як Haskell та ML.
Система F допускає конструювання термів, залежних від типів. Технічно це досягається через механізм абстрагування терму за типом, що в результаті дає новий терм. Традиційно для такої абстракції використовують символ великої лямбди {\displaystyle \Lambda }. Наприклад, взявши терм {\displaystyle \lambda x^{\alpha }.~x} типу {\displaystyle \alpha \to \alpha } та абстрагуючись за змінною типу {\displaystyle \alpha }, отримуємо терм {\displaystyle \Lambda \alpha .~\lambda x^{\alpha }.~x}. Цей терм є функцією з типів у терми. Застосовуючи цю функцію до різних типів, ми отримуватимемо терми з ідентичною структурою, але різними типами:
{\displaystyle (\Lambda \alpha .~\lambda x^{\alpha }.~x)~{\texttt {Bool}}\ \to _{\beta }\ \lambda x^{\texttt {Bool}}.~x} — терм типу {\displaystyle {\texttt {Bool}}\to {\texttt {Bool}}};
{\displaystyle (\Lambda \alpha .~\lambda x^{\alpha }.~x)~{\texttt {Nat}}\ \to _{\beta }\ \lambda x^{\texttt {Nat}}.~x} — терм типу {\displaystyle {\texttt {Nat}}\to {\texttt {Nat}}}.
Видно, що терм {\displaystyle \Lambda \alpha .~\lambda x^{\alpha }.~x} має поліморфну поведінку, тобто задає спільний інтерфейс для різних типів даних. У системі F цьому терму приписується тип {\displaystyle \forall \alpha .~\alpha \to \alpha }. Квантор загальності в типі підкреслює можливість підстановки замість змінної типу {\displaystyle \alpha } будь-якого допустимого типу.

## Формальний опис

### Синтаксис типів
Типи Системи F конструюються із набору змінних типу за допомогою операторів {\displaystyle \to } і {\displaystyle \forall } . За традицією для змінних типу використовують грецькі літери. Правила формування типів такі:
- (Змінна типу) Якщо {\displaystyle \alpha } — змінна типу, то {\displaystyle \alpha } — це тип;
- (Стрілковий тип) Якщо {\displaystyle A} і {\displaystyle B} є типами, то {\displaystyle (A\to B)} — це тип;
- (Універсальний тип) Якщо {\displaystyle \alpha } є змінною типу, а {\displaystyle B} — типом, то {\displaystyle (\forall \alpha .~B)} — це тип.

Зовнішні дужки часто опускають, оператор {\displaystyle \rightarrow } вважають правоасоціативним, а дію оператора {\displaystyle \forall } такою, що продовжується праворуч наскільки це можливо. Наприклад, {\displaystyle \forall \alpha .~\forall \beta .~\alpha \to \beta \to \alpha } — стандартне скорочення для {\displaystyle (\forall \alpha .~(\forall \beta .~(\alpha \to (\beta \to \alpha ))))}.

### Синтаксис термів
Терми системи F конструюються з набору термових змінних ({\displaystyle x}, {\displaystyle y}, {\displaystyle z} і т. д.) за такими правилами
- (Змінна) Якщо {\displaystyle x} — змінна, то {\displaystyle x} — це терм;
- (Абстракція) Якщо {\displaystyle x} є змінною, {\displaystyle A} — типом, а {\displaystyle M} — термом, то {\displaystyle (\lambda x^{A}.~M)} — це терм;
- (Застосування) Якщо {\displaystyle M} і {\displaystyle N} є термами, то {\displaystyle (M~N)} — це терм;
- (Універсальна абстракція) Якщо {\displaystyle \alpha } є змінною типу, а {\displaystyle M} — термом, то {\displaystyle (\Lambda \alpha .~M)} — це терм;
- (Універсальне застосування) Якщо {\displaystyle M} є термом, а {\displaystyle A} — типом, то {\displaystyle (M~A)} — це терм.

Зовнішні дужки часто опускають, обидва сорти застосування вважають лівоасоціативними, а дію абстракцій — такою, що продовжується вправо наскільки це можливо.
Розрізняють дві версії просто типізованої системи. Якщо, як у наведених вище правилах, термові змінні в лямбда-абстракції анотуються типами, то систему називають типізованою за Чорчем. Якщо ж правило абстракції замінити на
- (Абстракція за Каррі) Якщо {\displaystyle x} є змінною, а {\displaystyle M} — термом, то {\displaystyle (\lambda x.~M)} — це терм, і відкинути два останні правила, то систему називають типізованою за Каррі. Фактично, терми системи, типізованої за Каррі, ті самі, що й у безтиповому лямбда-численні.

### Правила редукції
Крім стандартного для лямбда-обчислення правила {\displaystyle \beta } -редукції
{\displaystyle (\lambda a^{A}.~M)~N\ \to _{\beta }\ M[a:=N]}
у системі F у стилі Чорча вводиться додаткове правило,
{\displaystyle (\Lambda \alpha .~M)~A\ \to _{\beta }\ M[\alpha :=A]},
що дозволяє обчислювати застосування терму до типу через механізм підстановки типу замість змінної типу.

### Контексти типізації та затвердження типізації
Контекстом, як і в просто типізованому лямбда-обчисленні, називають множину тверджень про приписування типів різним змінним, розділених комою
{\displaystyle \Gamma =x_{1}\!:\!A_{1},x_{2}\!:\!A_{1},\ldots ,x_{n}\!:\!A_{n}}
У контекст можна додати «свіжу» для цього контексту змінну: якщо {\displaystyle \Gamma } — допустимий контекст, який не містить змінної {\displaystyle x}, а {\displaystyle B} — тип, то {\displaystyle \Gamma ,x\!:\!B} — теж допустимий контекст.
Загальний вигляд твердження про типізацію такий:
{\displaystyle \Gamma \vdash M\!:\!A}
Це читається так: у контексті {\displaystyle \Gamma } терм {\displaystyle M} має тип {\displaystyle A}.

### Правила типізації за Чорчем
У системі F, типізованій за Чорчем, типи термам приписують за такими правилами: (Початкове правило) Якщо змінна {\displaystyle x} пирсутня в контексті {\displaystyle \Gamma } з типом {\displaystyle A}, то в цьому контексті {\displaystyle x} має тип {\displaystyle A}. У вигляді правила виведення
| {\displaystyle {x\!:\!A\in \Gamma } \over {\Gamma \vdash x\!:\!A}} |

(Правило введення {\displaystyle \rightarrow }) Якщо в деякому контексті, розширеному твердженням, що {\displaystyle a} має тип {\displaystyle A}, терм {\displaystyle M} має тип {\displaystyle B}, то в згаданому контексті (без {\displaystyle a}), лямбда-абстракція {\displaystyle \lambda a^{A}.~M} має тип {\displaystyle A\to B}. У вигляді правила виведення
| {\displaystyle {\Gamma ,a\!:\!A\vdash M\!:\!B} \over {\Gamma \vdash (\lambda a^{A}.~M)\!:\!(A\to B)}} |

(Правило видалення {\displaystyle \rightarrow }) Якщо в деякому контексті терм {\displaystyle M} має тип {\displaystyle A\to B}, а терм {\displaystyle N} має тип {\displaystyle A}, то застосування {\displaystyle M~N} має тип {\displaystyle B} . У вигляді правила виведення
| {\displaystyle {\Gamma \vdash M\!:\!(A\to B)\quad \Gamma \vdash N\!:\!A} \over {\Gamma \vdash (M~N)\!:\!B}} |

(Правило введення {\displaystyle \forall }) Якщо в деякому контексті терм {\displaystyle M} має тип {\displaystyle A}, то в цьому контексті терм {\displaystyle \Lambda \alpha .~M} має тип {\displaystyle \forall \alpha .~A}. У вигляді правила виведення
| {\displaystyle {\Gamma \vdash M\!:\!A} \over {\Gamma \vdash (\Lambda \alpha .~M)\!:\!(\forall \alpha .~A)}} |

Це правило вимагає застереження: змінна типу {\displaystyle \alpha } не повинна зустрічатися у твердженнях типізації контексту {\displaystyle \Gamma }.
(Правило видалення {\displaystyle \forall }) Якщо в деякому контексті терм {\displaystyle M} має тип {\displaystyle \forall \alpha .~A}, і {\displaystyle B} — це тип, то в цьому контексті терм {\displaystyle M~B} має тип {\displaystyle A[\alpha :=B]}. У вигляді правила виведення
| {\displaystyle {\Gamma \vdash M\!:\!(\forall \alpha .~A)} \over {\Gamma \vdash (M~B)\!:\!(A[\alpha :=B])}} |

### Правила типізації за Каррі
У системі F, типізованій за Каррі, приписування типів терм здійснюється відповідно до таких правил: (Початкове правило) Якщо змінна {\displaystyle x} в контексті {\displaystyle \Gamma } присутня з типом {\displaystyle A}, то в цьому контексті {\displaystyle x} має тип {\displaystyle A}. У вигляді правила виведення
| {\displaystyle {x\!:\!A\in \Gamma } \over {\Gamma \vdash x\!:\!A}} |

(Правило введення {\displaystyle \rightarrow }) Якщо в деякому контексті, розширеному твердженням, що {\displaystyle a} має тип {\displaystyle A}, терм {\displaystyle M} має тип {\displaystyle B}, то в згаданому контексті (без {\displaystyle a}), лямбда-абстракція {\displaystyle \lambda a.~M} має тип {\displaystyle A\to B} . У вигляді правила виведення
| {\displaystyle {\Gamma ,a\!:\!A\vdash M\!:\!B} \over {\Gamma \vdash (\lambda a.~M)\!:\!(A\to B)}} |

(Правило видалення {\displaystyle \rightarrow }) Якщо в деякому контексті терм {\displaystyle M} має тип {\displaystyle A\to B}, а терм {\displaystyle N} має тип {\displaystyle A}, то застосування {\displaystyle M~N} має тип {\displaystyle B}. У вигляді правила виведення
| {\displaystyle {\Gamma \vdash M\!:\!(A\to B)\quad \Gamma \vdash N\!:\!A} \over {\Gamma \vdash (M~N)\!:\!B}} |

(Правило введення {\displaystyle \forall }) Якщо в деякому контексті терм {\displaystyle M} має тип {\displaystyle A}, то в цьому контексті цьому терму {\displaystyle M} можна приписати і тип {\displaystyle \forall \alpha .~A} . У вигляді правила виведення
| {\displaystyle {\Gamma \vdash M\!:\!A} \over {\Gamma \vdash M\!:\!(\forall \alpha .~A)}} |

Це правило вимагає застереження: змінна типу {\displaystyle \alpha } не повинна зустрічатися у твердженнях типізації контексту {\displaystyle \Gamma }.
(Правило видалення {\displaystyle \forall }) Якщо в деякому контексті терм {\displaystyle M} має тип {\displaystyle \forall \alpha .~A}, і {\displaystyle B} — це тип, то в цьому контексті цьому терму {\displaystyle M} можна приписати й тип {\displaystyle A[\alpha :=B]}. У вигляді правила виведення
| {\displaystyle {\Gamma \vdash M\!:\!(\forall \alpha .~A)} \over {\Gamma \vdash M\!:\!(A[\alpha :=B])}} |

Приклад
За початковим правилом:
{\displaystyle x\!:\!(\forall \alpha .~\alpha \to \alpha )\vdash x\!:\!(\forall \alpha .~\alpha \to \alpha )}
Застосуємо правило видалення {\displaystyle \forall }, взявши як {\displaystyle B} тип {\displaystyle \forall \alpha .~\alpha \to \alpha }
{\displaystyle x\!:\!(\forall \alpha .~\alpha \to \alpha )\vdash x\!:\!(\forall \alpha .~\alpha \to \alpha )\to (\forall \alpha .~\alpha \to \alpha )}
Тепер за правилом видалення {\displaystyle \rightarrow } маємо можливість застосувати терм {\displaystyle x} сам до себе
{\displaystyle x\!:\!(\forall \alpha .~\alpha \to \alpha )\vdash (x~x)\!:\!(\forall \alpha .~\alpha \to \alpha )}
і, нарешті, за правилом введення {\displaystyle \rightarrow }
{\displaystyle \vdash (\lambda x.~x~x)\!:\!(\forall \alpha .~\alpha \to \alpha )\to (\forall \alpha .~\alpha \to \alpha )}
Це приклад терму, що типізується в системі F, але не в просто типізованій системі .

## Подання типів даних
Система F має достатні виражальні засоби, для того щоб безпосередньо реалізувати багато типів даних, що використовуються в мовах програмування. Працюватимемо у версії Чорча системи F.
Порожній тип. Тип
{\displaystyle \bot \ \equiv \ \forall \alpha .~\alpha }
ненаселений у системі F, тобто у ній відсутні терми з таким типом.
Одиничний тип. У типу
{\displaystyle \top \ \equiv \ \forall \alpha .~\alpha \to \alpha }
в системі F є єдиний мешканець, що перебуває в нормальній формі, — терм.
{\displaystyle {\mathtt {id}}\ \equiv \ \Lambda \alpha .~\lambda x^{\alpha }.~x}.
Булів тип. У системі F задається так:
{\displaystyle {\mathtt {Bool}}\ \equiv \ \forall \alpha .~\alpha \to \alpha \to \alpha }.
У цього типу рівно два мешканці, ототожнювані з двома булевими константами.
{\displaystyle {\mathtt {true}}\ \equiv \ \Lambda \alpha .~\lambda x^{\alpha }.~\lambda y^{\alpha }.~x}
{\displaystyle {\mathtt {false}}\ \equiv \ \Lambda \alpha .~\lambda x^{\alpha }.~\lambda y^{\alpha }.~y}
Конструкція умовного оператора
{\displaystyle {\mathtt {ifThenElse}}\ \equiv \ \Lambda \alpha .~\lambda b^{\mathtt {Bool}}.~\lambda x^{\alpha }.~\lambda y^{\alpha }.~b\,\alpha \,x\,y}
Ця функція відповідає природним вимогам
{\displaystyle {\mathtt {ifThenElse}}\,A\,{\mathtt {true}}\,M\,N=M}
і
{\displaystyle {\mathtt {ifThenElse}}\,A\,{\mathtt {false}}\,M\,N=N}
для довільного типу {\displaystyle A} та довільних {\displaystyle M\!:\!A} і {\displaystyle N\!:\!A}. У цьому легко переконатися, розкривши визначення та виконавши {\displaystyle \beta } -редукції.
Тип добутку. Для довільних типів {\displaystyle A} і {\displaystyle B} тип їх декартового твору
{\displaystyle A\times B~\equiv ~\forall \alpha .~(A\to B\to \alpha )\to \alpha }
населений парою
{\displaystyle \langle M;N\rangle ~\equiv ~\Lambda \alpha .~\lambda f^{(A\to B\to \alpha )}.~f~M~N}
для кожних {\displaystyle M\!:\!A} і {\displaystyle N\!:\!B}. Проєкції пари задаються функціями
{\displaystyle {\mathtt {fst}}\ \equiv \ \Lambda \alpha .~\Lambda \beta .~\lambda p^{\alpha \times \beta }.~p\,\alpha \,(\lambda x^{\alpha }.\,\lambda y^{\beta }.\,x)~:~\forall \alpha .~\forall \beta .\,\alpha \times \beta \to \alpha }
{\displaystyle {\mathtt {snd}}\ \equiv \ \Lambda \alpha .~\Lambda \beta .~\lambda p^{\alpha \times \beta }.~p\,\beta \,(\lambda x^{\alpha }.\,\lambda y^{\beta }.\,y)~:~\forall \alpha .~\forall \beta .\,\alpha \times \beta \to \beta }
Ці функції відповідають природним вимогам {\displaystyle {\mathtt {fst}}\,A\,B\,\langle M;N\rangle =M} і {\displaystyle {\mathtt {snd}}\,A\,B\,\langle M;N\rangle =N} .
Тип суми. Для довільних типів {\displaystyle A} і {\displaystyle B} тип їх суми
{\displaystyle A+B~\equiv ~\forall \alpha .~(A\to \alpha )\to (B\to \alpha )\to \alpha }
населений або термом типу {\displaystyle A}, або термом типу {\displaystyle B}, залежно від застосованого конструктора
{\displaystyle {\mathtt {injL}}\,M~\equiv ~\Lambda \alpha .\,\lambda f^{A\to \alpha }.\,\lambda g^{B\to \alpha }.\,f\,M}
{\displaystyle {\mathtt {injR}}\,N~\equiv ~\Lambda \alpha .\,\lambda f^{A\to \alpha }.\,\lambda g^{B\to \alpha }.\,g\,N}
Тут {\displaystyle M\!:\!A}, {\displaystyle N\!:\!B}. Функція, що здійснює розбір випадків (порівняння зі взірцем), має вигляд
{\displaystyle {\mathtt {match}}~\equiv ~\Lambda \alpha .\,\Lambda \beta .\,\Lambda \gamma .\,\lambda s^{\alpha +\beta }.\,\lambda f^{\alpha \to \gamma }.\,\lambda g^{\beta \to \gamma }.\,s\,\gamma \,f\,g~:~\forall \alpha .~\forall \beta .~\forall \gamma .~\alpha +\beta \to (\alpha \to \gamma )\to (\beta \to \gamma )\to \gamma }
Ця функція відповідає таким природним вимогам
{\displaystyle {\mathtt {match}}\,A\,B\,C\,({\mathtt {injL}}\,M)\,F\,G=F\,M}
і
{\displaystyle {\mathtt {match}}\,A\,B\,C\,({\mathtt {injR}}\,N)\,F\,G=G\,N}
для довільних типів {\displaystyle A}, {\displaystyle B} і {\displaystyle C} та довільних термів {\displaystyle F\!:\!A\to C} і {\displaystyle G\!:\!B\to C}.
Числа Чорча. Тип натуральних чисел у системі F
{\displaystyle {\mathtt {Nat}}\ \equiv \ \forall \alpha .~\alpha \to (\alpha \to \alpha )\to \alpha }
населений нескінченною кількістю різних елементів, одержуваних за допомогою двох конструкторів {\displaystyle {\mathtt {zero}}\!:\!{\mathtt {Nat}}} і {\displaystyle {\mathtt {succ}}\!:\!{\mathtt {Nat}}\to {\mathtt {Nat}}}:
{\displaystyle {\mathtt {zero}}\ \equiv \ \Lambda \alpha .\,\lambda z^{\alpha }.\,\lambda s^{\alpha \to \alpha }.\,z}
{\displaystyle {\mathtt {succ}}\ \equiv \ \lambda n^{\mathtt {Nat}}.\,\Lambda \alpha .\,\lambda z^{\alpha }.\,\lambda s^{\alpha \to \alpha }.\,s\,(n\,\alpha \,z\,s)}
Натуральне число {\displaystyle n} можна отримати застосувавши {\displaystyle n} разів другий конструктор до першого або, еквівалентно, подати термом
{\displaystyle {\overline {n}}\ \equiv \ \Lambda \alpha .\,\lambda z^{\alpha }.\,\lambda s^{\alpha \rightarrow \alpha }.\,\underbrace {s(s(s\ldots (s} _{n}\,z)\ldots ))}

## Властивості
- Просто типізована система має властивість ти́пової безпеки: при {\displaystyle \beta }-редукціях тип лямбда-терму залишається незмінним, а сама типізація не заважає перебігу обчислень.

- У своїй дисертації Жан-Ів Жирар[en] показав[1], що система F має властивість сильної нормалізації: будь-який допустимий терм за скінченне число {\displaystyle \beta }-редукцій зводиться до єдиної нормальної форми.

- Система F є імпредикативною системою, оскільки змінна типу, що зв'язується квантором загальності при визначенні універсального типу, може заміщатися самим об'єктом, що визначається. Наприклад, терм {\displaystyle {\texttt {id}}} одиничного типу {\displaystyle \top \equiv \forall \alpha .~\alpha \to \alpha } можна застосувати до власного типу, породжуючи терм типу {\displaystyle \top \to \top }. Як показав Джо Веллз (Joe Wells) 1994 року[3], задача виведення типів для версії Каррі системи F нерозв'язна. Тому при практичній реалізації мов програмування зазвичай використовують обмежені, предикативні версії поліморфізму: пренекс-поліморфізм (поліморфізм у стилі ML), поліморфізм рангу 2 тощо. У разі пренекс-поліморфізму областю визначення змінних типу є лише типи без кванторів. У цих системах задачу виведення типів можна розв'язати, такий висновок базується на алгоритмі Гіндлі — Мілнера.

- Відповідність Каррі — Говарда пов'язує систему F із мінімальною інтуїціоністською логікою висловлювань другого порядку[en], формули якої побудовано з пропозиційних змінних за допомогою імплікації та універсальної квантифікації за висловлюваннями. При цьому значення {\displaystyle \top } (істина), {\displaystyle \bot } (брехня), зв'язки {\displaystyle \lnot } (заперечення), {\displaystyle \land } (кон'юнкція) та {\displaystyle \lor } (диз'юнкція), а також {\displaystyle \exists } (квантор існування) можна визначити так

{\displaystyle \top ~\equiv ~\forall \alpha .\,\alpha \to \alpha }
{\displaystyle \bot ~\equiv ~\forall \alpha .\,\alpha }
{\displaystyle \lnot A~\equiv ~A\to \bot }
{\displaystyle A\land B~\equiv ~\forall \alpha .\,(A\to B\to \alpha )\to \alpha }
{\displaystyle A\lor B~\equiv ~\forall \alpha .\,(A\to \alpha )\to (B\to \alpha )\to \alpha }
{\displaystyle \exists \alpha .\,M[\alpha ]~\equiv ~\forall \gamma .\,(\forall \alpha .\,M[\alpha ]\to \gamma )\to \gamma }
Зазначимо, що відповідність Каррі — Говарда ставить у відповідність до істини — одиничний тип, брехні — порожній тип, кон'юнкції — добуток типів, а диз'юнкції — їх суму.